# Manifesto filosofico della Scuola storica del diritto
Manifesto filosofico della Scuola storica del diritto (in tedesco Philosophische Manifest der historischen Rechtsschule) è un manoscritto scritto dal filosofo politico tedesco, Karl Marx nel 1842. Fu pubblicato per la prima volta nel supplemento alla Rheinische Zeitung n. 221, il 9 agosto 1842. Il capitolo sul matrimonio fu tagliato dalla censura nella pubblicazione originale. L'articolo completo è stato pubblicato per la prima volta in MECW 1927.